# Ilex corallina
Ilex corallina är en järneksväxtart som beskrevs av Adrien René Franchet. Ilex corallina ingår i släktet järnekar, och familjen järneksväxter. Utöver nominatformen finns också underarten I. c. aberrans.